# Lijst van voetbalinterlands Australië - Noord-Korea (vrouwen)
Deze lijst van voetbalinterlands is een overzicht van alle officiële voetbalinterlands tussen de nationale vrouwenteams van Australië en Noord-Korea. De landen hebben tot nu toe zestien keer tegen elkaar gespeeld.

## Wedstrijden
| №  | Plaats          | Datum            | Competitie                          | Wedstrijd               | Uitslag            |
| -- | --------------- | ---------------- | ----------------------------------- | ----------------------- | ------------------ |
| 1  | Pyongyang       | 29 augustus 1998 | Vriendschappelijk                   | Noord-Korea − Australië | 0 − 0              |
| 2  | Pyongyang       | 1 september 1998 | Vriendschappelijk                   | Noord-Korea − Australië | 0 − 0              |
| 3  | Pyongyang       | 4 september 1998 | Vriendschappelijk                   | Noord-Korea − Australië | 0 − 1              |
| 4  | Pyongyang       | 8 augustus 2000  | Vriendschappelijk                   | Noord-Korea − Australië | 2 − 0              |
| 5  | Pyongyang       | 11 augustus 2000 | Vriendschappelijk                   | Noord-Korea − Australië | 2 − 1              |
| 6  | Brisbane        | 22 februari 2004 | Vriendschappelijk                   | Australië − Noord-Korea | 0 − 0              |
| 7  | Adelaide        | 22 juli 2006     | Aziatisch kampioenschap 2006        | Australië − Noord-Korea | 0 − 0              |
| 8  | Pyongyang       | 3 juni 2007      | Olympische Spelen 2008 kwalificatie | Noord-Korea − Australië | 2 − 0              |
| 9  | Coffs Harbour   | 10 juni 2007     | Olympische Spelen 2008 kwalificatie | Australië − Noord-Korea | 0 − 2              |
| 10 | Ho Chi Minhstad | 5 juni 2008      | Aziatisch kampioenschap 2008        | Noord-Korea − Australië | 3 − 0              |
| 11 | Brisbane        | 3 maart 2010     | Vriendschappelijk                   | Australië − Noord-Korea | 2 − 2              |
| 12 | Brisbane        | 6 maart 2010     | Vriendschappelijk                   | Australië − Noord-Korea | 3 − 2              |
| 13 | Chengdu         | 30 mei 2010      | Aziatisch kampioenschap 2010        | Australië − Noord-Korea | 1 − 1 (n.p. 5 - 4) |
| 14 | Jinan           | 1 september 2011 | Olympische Spelen 2012 kwalificatie | Noord-Korea − Australië | 1 − 0              |
| 15 | Auckland        | 10 februari 2015 | Vriendschappelijk                   | Australië − Noord-Korea | 2 − 1              |
| 16 | Osaka           | 7 maart 2016     | Olympische Spelen 2016 kwalificatie | Noord-Korea − Australië | 1 − 2              |

## Samenvatting
| Competitie                     | Totaal gespeeld | Winst Australië | Gelijk | Winst Noord-Korea | Doelsaldo Australië – Noord-Korea |
| ------------------------------ | --------------- | --------------- | ------ | ----------------- | --------------------------------- |
| Olympische Spelen kwalificatie | 4               | 1               | 0      | 3                 | 2 − 6                             |
| Aziatisch kampioenschap        | 3               | 0               | 2      | 1                 | 1 − 4                             |
| Vriendschappelijk              | 9               | 3               | 4      | 2                 | 9 − 9                             |
| Totaal                         | 16              | 4               | 6      | 6                 | 12 − 19                           |